# Skufia

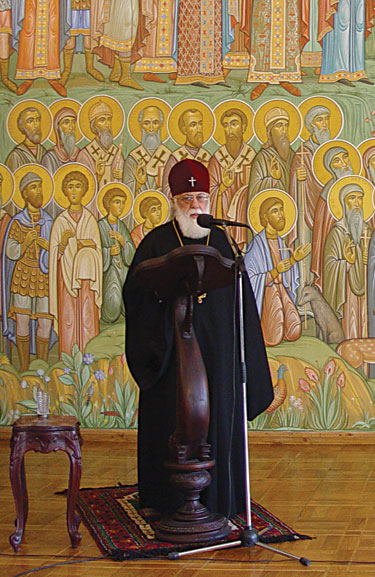
Katolikos-Patriarcha Ilia II z Gruzińskiego Kościoła Prawosławnego i Apostolskiego, ubiera skufię przyozdobioną krzyżem (Tbilisi, Gruzja)

Skufia (zwana też skufiya albo skoufos) – strój liturgiczny noszony przez mnichów ortodoksyjnych (prawosławnych) oraz katolickich mnichów wschodnich (w tym przypadku jest czarny) albo przyznany duchownemu jako znak honoru (w tym przypadku jest zwykle czerwona albo purpurowa).
Jest to miękka, aksamitna, szpiczasta czapka (rosyjski styl), ewentualnie płaski i splisowany (grecki styl), albo płaski z podniesionymi krawędziami (rumuński styl).
Mnisi klasztorni otrzymują skufię, gdy stają się nowicjuszami albo gdy są tonsurowani. Postrzyżony mnich lub postrzyżona zakonnica do czasu wielkiej schimynosi skufię haftowaną modlitwami, krzyżami i symbolami serafinów.
Wyżsi biskupi (tacy jak arcybiskupi i metropolici) czasami na nieformalne okazje noszą czarne albo purpurowe skufie z małymi ozdobami, klejnotami lub krzyżem. Zakonnice czasami noszą skufię na zakonny welon. Mnisi noszą skufię (bez zasłony) w sytuacjach nieoficjalnych, natomiast kłobuk, kukol, kamiławka zarezerwowane są dla czynności oficjalnych i liturgicznych.